# Legio X Fretensis
A Legio X Fretensis (legio decima Fretensis, 10. tengerszorosi légió) egy római légió volt, amelyet Octavianus alapított és többnyire a Közel-Keleten állomásozott. Hadijelvényként bikát (a Caesar által alapított légiók általános jelvényét), hadihajót, delfint, Neptunuszt és vadkant is használt. 

## Története

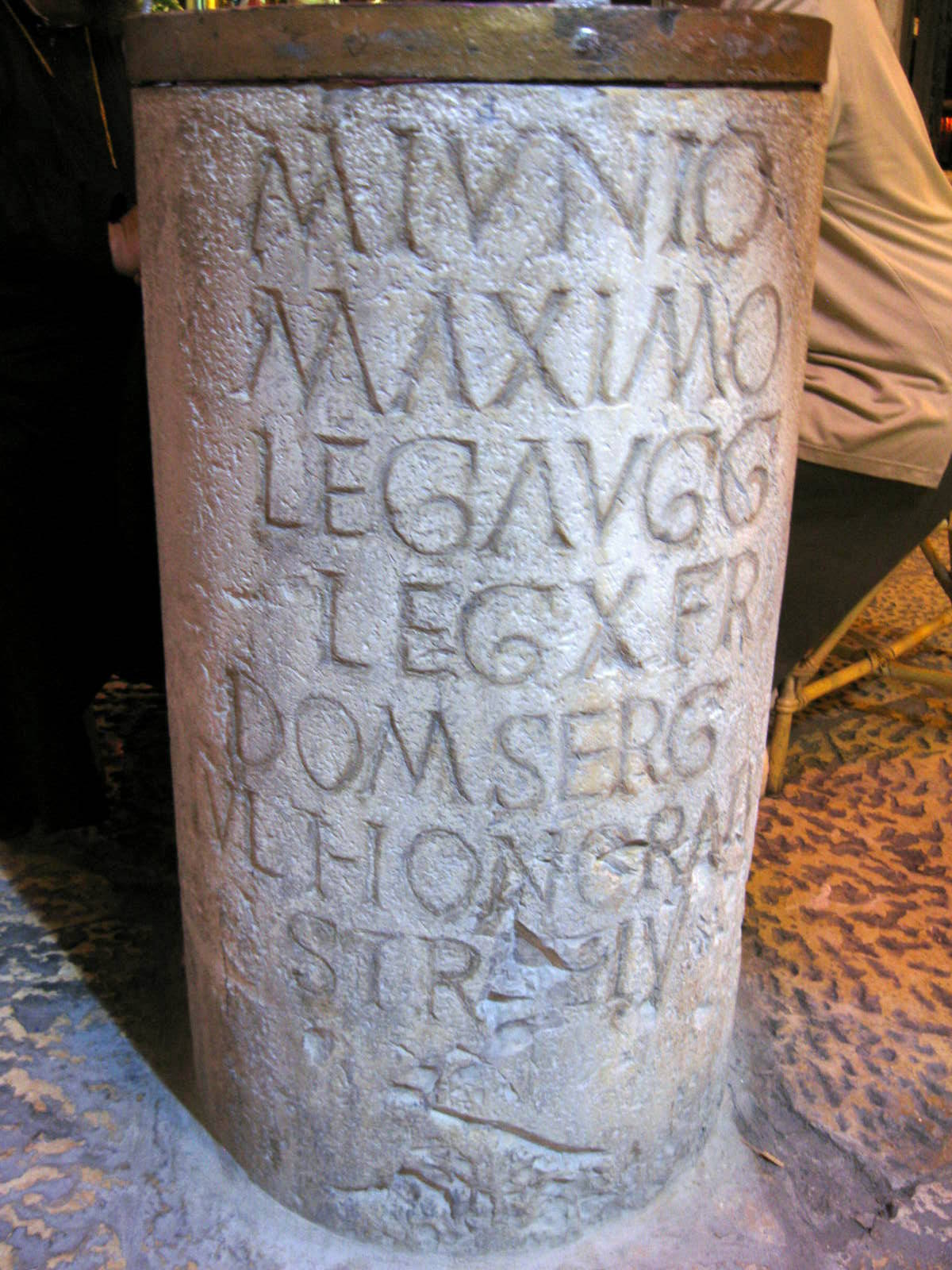
A X Fretensist említő feliratos oszlop egy jeruzsálemi hotelben

A légiót Caesar örököse, Octavianus alapította, aki fel akarta számolni Sextus Pompeius szicíliai megszállását, amely komolyan veszélyeztette Róma élelmiszerellátását. Az új egység számát a Caesar-féle tizedik légió után kapta; bár az Octavianus riválisának, Marcus Antoniusnak haderejéhez tartozott. A hasonló dupla számozás viszonylag megszokott volt a római hadseregben. A Fretensis ("tengerszorosi") melléknevet azért kapta, mert a Messinai-szorost tartotta őrizet alatt és részt vett a naulochusi csatában. 
Sextus Pompeius veresége után Octavianus és Marcus Antonius egymás ellen fordult; konfliktusuk az i.e. 31-ben vívott actiumi tengeri csatában kulminált. A győztes Octavianus vált a birodalom első emberévé és hamarosan felvette az Augustus nevet.
Az actiumi győzelem után a légió veteránjait leszerelték és elsősorban az észak-itáliai Colonia Venera (ma Cremona) környékén osztottak nekik földet. Más részüket Brixiában és Capuában telepítették le. 
A légiót rövid időre a Balkánra irányították, de i. sz. 6-ban már Szíriában állomásozott. Az egész légió vagy egyes alegységei az észak-szíriai Cyrrhusban felügyelték az Eufrátesz és az Issusi Alexandria közötti útvonalat. Tacitus is megemlíti, hogy a X Fretensis i.sz. 18-ban még Cyrrhusban tartózkodott.
Nagy Heródes i.e 4-ben bekövetkezett halála után felkelés kezdődött Júdeában a messianisztikus Júdás, Simon és Athronges vezetésével. Syria provincia helytartója, Publius Quinctilius Varus három vagy négy légiója segítségével verte le a lázadást, de nem tudjuk, hogy a X Fretensis köztük volt-e, mert közel-keleti átirányításának pontos dátuma ismeretlen.
I. sz. 6-ban viszont bizonyosan rést vett (a III Gallica, VI Ferrata és XII Fulminata légiókkal közösen) azokban a hadműveletekben, melynek során Publius Sulpicius Quirinius syriai helytartó elfojtotta a Heródes Arkhelaosz száműzése utáni lázongásokat. A következő évtizedekben kevés említés történik az egységről, tudjuk, hogy veteránjait Ptolemaisban (Akkóban) telepítették le.
Nero uralkodásának idején Gnaeus Domitius Corbulo a III Gallica, VI Ferrata és X Fretensis légiókkal hadjáratot indított a pártus befolyás alá került vazallus királyság, Örményország ellen. A háború sikerrel zárult, a fővárost, Artaxatát elfoglalták és új uralkodót - VI. Tigranészt - ültettek az örmény trónra. A római hadsereg elvonulásakor azonban a pártusok megbuktatták az uralkodót és saját jelöltjüket, I. Vologaészész pártus király fivérét, I. Tiridatészt helyzték a királyság élére.
A rómaiak válaszcsapását Lucius Caesennius Paetus kappadókiai kormányzó szervezte a XII Fulminata és IV Scythica légiók részvételével, de vereséget szenvedett. Corbulónak kellett visszatérnie és kényszerítenie Tiridatészt, hogy Nero császártól kérje helyzete megerősítését.
67 után a X Fretensis a zsidók elleni háborúkban harcolt. Ekkori parancsnoka Marcus Ulpius Traianus volt, a leendő császár apja. A júdeai római erőket az a Vespasianus irányította, aki Nero 68-as öngyilkossága után megszerezte a császári trónt.

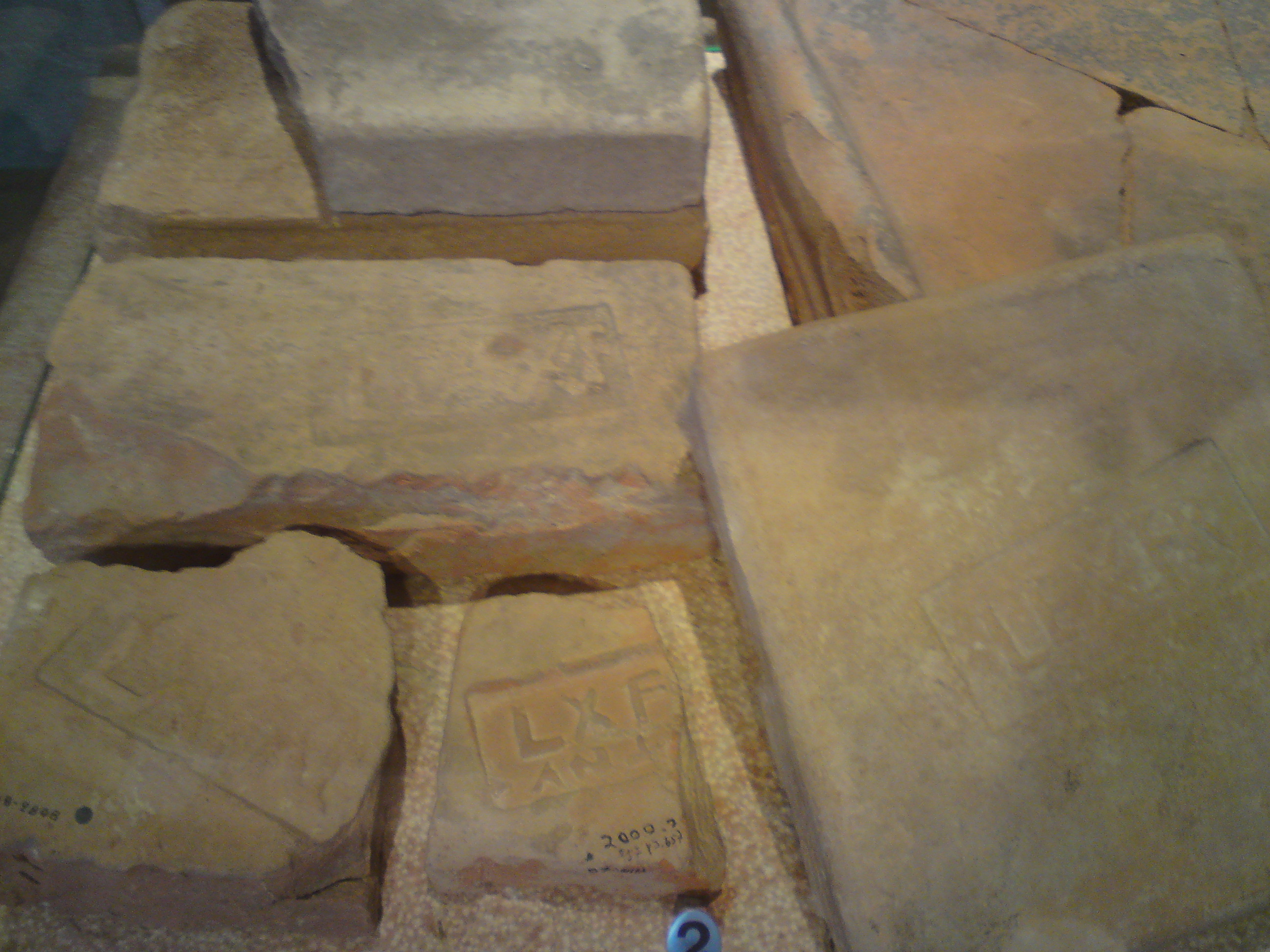
Tégla a X Fretensis jelével

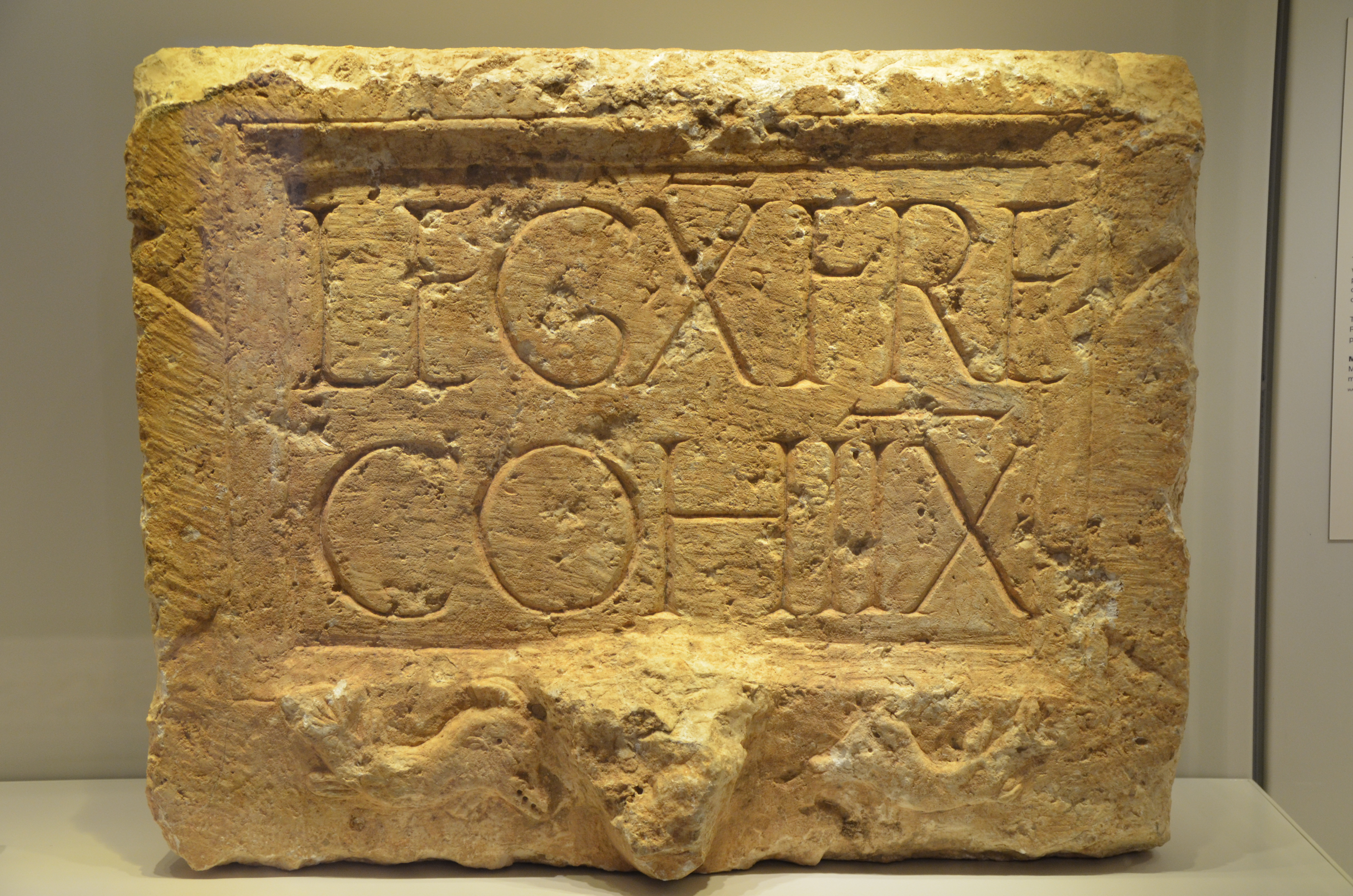
Feliratos kő a jeruzsálemi Izrael Múzeumban

A zsidó háború első éve után 67/68 telét a X Fretensis és a V Macedonica Caesareában töltötte. Gamla elfoglalása után a 10. légió Scythopolisba (a mai Bét-Seán) vonult át. 68 nyarán az egység a Jordán-folyó völgyében harcolt, ekkor rombolták le az esszénusok kumráni települését (ekkor rejtették el a holt-tengeri tekercseket). Ezután Jerikóban telelt, parancsnoka ekkor Terentius Rufus volt. 70-ben részt vett Jeruzsálem ostromában. A város eleste után a foglyokat a legionáriusok felügyelete alatt Szeleukeiába küldték, ahol Titusz csatornáját építették. A zsidók felkelésének leverése után a X Fretensis kisebb tisztogató akciókat végzett, a még ellenálló városokat, erődöket foglalta el; ilyen volt Masszáda is, ahol a védők a fogság helyett a tömeges öngyilkosságot választották). 
A légió a következő másfél évszázadban Júdeában maradt, Jeruzsálemben állomásozott. Feltételezhető hogy ekkoriban választották jelvényéül a vadkant, hogy még inkább megalázzák a zsidókat. Parancsnoka ebben az időben közvetlenül a provincia helytartója volt. A közel-keleti légiókkal együtt részt vett Traianus 115-117 közötti kudarccal végződő pártus hadjáratában.
Traianus utódja, Hadrianus idején kitört a Bar Kochba-féle felkelés, melynek során a X Fretensis kénytelen volt kiüríteni jeruzsálemi erődjét. Az egység feltehetően részt vett a lázadók utolsó fészkének, Betarnak az ostromában is. A győzelem után megerősítették a provinciában a katonai jelenlétet, ide irányították a VI Ferrata légiót, amely a galileai Caparcotna erődjében rendezkedett be. 
Marcus Aurelius uralkodása alatt a tizedik légió egy alegységet küldött északra, a markomann háborúba. 
Pertinax császár 193-as meggyilkolása után a keleti légiók, köztük a X Fretensis Pescennius Nigert kiáltották ki császárrá, aki vereséget szenvedett a másik trónkövetelőtől, Lucius Septimius Severustól. Közvetlenül ezt követően fegyveres konfliktus tört ki a palesztinai zsidók és a szamaritánusok között és egyes értelmezések szerint a X Fretensis és a VI Ferrata légiók is szembekerültek egymással.
A tizedik légió Caracalla uralkodása (211-217) idején még Jeruzsálemben tartózkodott, de még a 3. században átirányították  Aelába (a mai Akaba). Ezt követően alig van információnk az egységről. Egy lovasegysége harcolt a függetlenedő gall császárság ellen (260-274) és valamikor megkapta a Pia Fidelis kitüntető melléknevet. 400 körül a Notitia dignitatum Aelában említi, de ezután eltűnik a forrásokból. 